# Alice Dubois
Alice Dubois (ur. 20 kwietnia 1970) – francuska judoczka. Olimpijka z Atlanty 1996, gdzie zajęła piąte miejsce w wadze średniej.
Piąta na mistrzostwach świata w 1995; uczestniczka zawodów w 1993. Startowała w Pucharze Świata w latach 1991–1993, 1995 i 1996. Złota medalistka mistrzostw Europy w 1993 i 1995; piąta w 1992, a także zdobyła trzy medale w drużynie. Mistrzyni Francji w 1991, 1993, 1994, 1995 roku.

## Letnie Igrzyska Olimpijskie 1996
| Konkurencja | Eliminacje          | Eliminacje             | Finały                    | Finały              | Klas. końcowa |
| Konkurencja | Przeciwnik I        | 1/4                    | 1/2                       | o 3. miejsce        | Miejsce       |
| ----------- | ------------------- | ---------------------- | ------------------------- | ------------------- | ------------- |
| 66 kg       | Odalis Revé (CUB) Z | Mariela Spacek (AUT) Z | Aneta Szczepańska (POL) P | Wang Xianbo (CHN) P | 5.            |